# Micheli (cognome)
Micheli è un cognome di lingua italiana.

## Varianti
Celati, Celi, Celin, Celini, Celon, Celoni, Chelazzi, Chele, Cheli, Chelini, Chelli, Chellini, Chellino, Chello, Chelo, Cheloni, Chelotti, Chelucci, Chieli, Chiella, Chielli, Chiellini, Chiellino, Chiello, Cielo, De Michele, De Micheli, De Michelis, Demichele, Demicheli, Demichelis, Di Miceli, Di Michele, Di Micheli, Dimichele, Megale, Megali, Megalizzi, Miai, Miali, Micale, Micalella, Micaletti, Micali, Micalizzi, Micarelli, Micela, Micele, Miceli, Micelli, Michela, Michelacci, Michelaccio, Michelan, Michelangeli, Michelassi, Michelazzi, Michelazzo, Michele, Micheletta, Micheletti, Micheletto, Michelin, Michelini, Michelino, Michelli, Michelon, Michelone, Micheloni, Michelotti, Michelozzi, Michelozzo, Michelucci, Michelussi, Michelutti, Micheluz, Micheluzzi, Michetti, Michi, Michiel, Michiela, Michielan, Michielazzo, Michieletti, Michieletto, Michieli, Michielin, Michielon, Michielotto, Michon, Micillo, Mico, Micoli, Mieli, Migale, Migaleddu, Migali, Migalizzi, Migalli, Migheli, Nichele, Nicheli.

## Origine e diffusione
Cognome tipicamente panitaliano, è tipicamente centro-settentrionale.
È diffuso principalmente in Lombardia, tra le province di Bergamo e Brescia.
Deriva dal nome Michele.
Le varianti De Michelis, Michieli, Michiel, Michi e Celin sono venete; Miali, Migali e Migaleddu sono sardi; Miceli e Celi sono meridionali; Cheli è toscano.

## Persone
- Lucia Micheli (1969) – ex canoista italiana
- Marco Micheli (1983) – astronomo italiano
- Maria Concetta Micheli (1942) – prima donna italiana pilota di elicotteri